# Pierre de Versoris
Pierre de Versoris (10 février 1528 à Paris – 25 décembre 1588 à Paris), est avocat au Parlement de Paris à partir de 1552, chef du conseil d'affaires de la maison de Guise et garde de leurs sceaux et député du Tiers état aux États généraux de 1576-1577.

## Sa famille
Il est le fils de Pierre Versoris (1481-1559), seigneur de Fontenay et de Marcilly, avocat en la cour de Parlement et de Marguerite Robinet, elle-même fille de Nicole Robinet, procureur au parlement de Paris.

## Biographie
Pierre de Versoris est reçu avocat au Parlement de Paris en 1552. Il devient rapidement l'un des plus célèbres avocats de la capitale. En 1565, il défend les Jésuites dans un procès les opposant à l'Université de Paris, défendu par Étienne Pasquier. Ils sont accusés de dépeupler les collèges de l'université en donnant à ses externes un enseignement gratuit. Les jésuites reçoivent l'autorisation provisoire d'enseigner. Le provisoire dure trente ans et permet au collège de Clermont de rayonner.
Pierre de Versoris est élu député du Tiers état aux États généraux de 1576-1577 à Blois. Il est rédacteur du cahier général de doléances de Paris, puis, à Blois, l'orateur du Tiers état. Bien que lié aux Guise, il enjoint au roi la modération et la prudence. Son discours fait perdre la majorité à la Ligue, et l'assemblée décide que le roi doit réunir tous ses sujets aux catholicisme, mais sans violence.
Il devient chef de conseil d'affaires des Guise et garde de leurs sceaux. Il ne se mêle pas de trop de leurs intrigues pour renverser les Valois et repousser les Bourbons. Et le matin de la Journée des barricades (1588) il veut parler à Henri de Guise, comme d'ordinaire. Il va à l'hôtel de la Maison de Guise, ne peut le rencontrer et rentre chez lui, tout en n'étant toujours pas au courant des événements qui se passent autour de lui.
Atteint d'une maladie contagieuse, il se retire en sa maison de Paris. Le 23 décembre 1588, Henri de Guise est exécuté sur l'ordre d'Henri III, dans la chambre royale par des membres de sa garde personnelle. Versoris, l'apprenant le 24, en est très affecté. Il meurt dans son sommeil la nuit suivante, en sa maison de Clichy-la-Garenne.

### Mariage et descendance
Pierre de Versoris se marie, le 21 janvier 1556, avec Marguerite Coignet († 1584). Ils ont pour descendance :
- Marguerite (1562-1647) ; épouse Antoine Rancher, sieur de la Foucaudière, maître des requêtes le 9 décembre 1580; président aux enquêtes du Parlement de Tours, le 28 février 1594 ;
- Frédéric (1567-1622), seigneur de Fontenay-le-Vicomte et de Marcilly, reçu conseiller au Parlement de Paris, le 19 janvier 1601 ; épouse Catherine Chaillou. Il reste en contact avec l'hôtel de la Maison de Guise, toute sa vie et le protégé de ces princes et princesses ;
- Marie de Versoris (1570-1625) ; épouse François de Verthamon, conseiller au Parlement de Paris, le 17 août 1588[4] ;
- Pierre de Versoris (1571-1629), avocat au Parlement de Paris ;
- Jacques de Versoris (1573-1640), seigneur de Coulomières, notaire et secrétaire du roi ; épouse Madeleine Hotman ;
- Jeanne de Versoris (1575-?), religieuse aux Carmes.

### Sources
- Henri Martin, Histoire de France, depuis les temps les plus reculés jusqu'en 1789.
- Joseph Fr. Michaud, Jean-Joseph-François Poujoulat, Nouvelle collection des mémoires pour servir à l'histoire de France depuis le XIIIe siècle jusqu'à la fin du XVIIIe, Guyot, 1851.